# I Started a Joke / Idea

## Közreműködők
- Barry Gibb – ének, gitár
- Robin Gibb – ének
- Maurice Gibb – ének, basszusgitár, zongora
- Vince Melouney – gitár
- Colin Petersen – dob
- stúdiózenekar Bill Shepherd vezényletével

## A lemez dalai
- I Started a Joke  (Barry, Robin és Maurice Gibb) (1968), mono 3:03 , ének: Robin Gibb
- Idea  (Barry, Robin és Maurice Gibb) (1968), mono 2:51, ének: Barry Gibb

## Top 10 helyezés
I Started a Joke: #1.: Ausztrália, Új-Zéland, Kanada #2.: Dél-afrikai Köztársaság #3.: Hollandia #4.: Franciaország, #5.: Chile #6.: Amerika